# The Day the Music Died
Le 3 février 1959, les rockeurs Buddy Holly, Ritchie Valens et The Big Bopper et leur pilote Roger Peterson meurent dans un accident d'avion près de Clear Lake dans l'Iowa, aux États-Unis, événement surnommé en 1971 The Day the Music Died (en français : « le jour où la musique est morte ») par l'auteur-compositeur Don McLean dans sa chanson American Pie.
Lorsque cet accident survient, Buddy Holly et son groupe, composé de Waylon Jennings, Tommy Allsup et Carl Bunch, jouent depuis une semaine sur la tournée « Winter Dance Party » à travers le Midwest. Les autres artistes, Valens et Richardson, les accompagnent sur la tournée. Entre deux dates, les artistes et leurs accompagnateurs doivent supporter de longs trajets, à bord d'un bus si inconfortable que certains attrapent la grippe et des engelures. Après un spectacle à Clear Lake, lassé de ces conditions difficiles, Buddy Holly décide d'affréter un avion pour se rendre au concert suivant, prévu à Moorhead dans le Minnesota. Dans l'avion, Richardson qui a la grippe, prend la place de Jennings, et Valens prend celle d'Allsup après l'avoir gagnée à pile ou face. 
Peu après le décollage, tard dans la nuit, le pilote perd le contrôle de son avion, un monomoteur Beechcraft Bonanza, qui s'écrase dans un champ de maïs, tuant les quatre personnes à bord. Le rapport d'enquête met en cause l'imprudence du pilote d'avoir entrepris le vol en VFR malgré des conditions météorologiques hivernales difficiles, la présence d'un horizon artificiel inhabituel, qui a pu le désorienter, et l'insuffisance du dossier météo, qui ne l'a pas alerté des mauvaises conditions de visibilité.
Un monument a été érigé sur le lieu du crash, qui est évoqué dans plusieurs chansons et films. Un concert a lieu tous les ans depuis 1979 à Clear Lake en la mémoire des artistes, dans la salle où ils se sont produits pour la dernière fois.

## Contexte
En novembre 1958, Buddy Holly se sépare du groupe The Crickets. Pour le début de la tournée Winter Dance Party (« Fête de la danse hivernale »), il fait appel à Waylon Jennings à la basse, Tommy Allsup à la guitare, Carl Bunch à la batterie, et Frankie Sardo pour le chant. La tournée doit desservir 24 villes du Midwest en 24 jours. À ce groupe, s'ajoutent de nouveaux artistes à la mode comme Ritchie Valens, J. P. « The Big Bopper » Richardson et Dion DiMucci (du groupe Dion and the Belmonts). Ceux-ci espèrent ainsi se faire une publicité à bon compte et augmenter leurs ventes,.

Programme du Winter Dance Party Tour, 1959.

La tournée commence le 23 janvier 1959 à Milwaukee dans le Wisconsin. Rapidement, des problèmes de logistique apparaissent. Dans la planification des dates de concert, la distance entre les lieux de concert n'a pas été suffisamment prise en compte. De plus, le bus de la tournée n'est pas correctement équipé pour convenir aux conditions locales. Presque dès le départ, à Appleton, le chauffage tombe en panne. La grippe se répand parmi les musiciens ; quant au batteur Carl Bunch, il est hospitalisé à Ironwood, dans le Michigan, pour de sérieuses engelures aux pieds. Le groupe échange son bus contre un bus scolaire et continue le voyage. La troupe de Holly se serre les coudes ; à Green Bay dans le Wisconsin, et à Clear Lake dans l'Iowa, Holly, Valens, et DiMucci se remplacent mutuellement à la batterie pendant les spectacles.
Le lundi 2 février, la troupe arrive à Clear Lake, dans l'Iowa ; cet arrêt n'est pas prévu, mais les organisateurs espèrent remplir encore plus le planning et donc les caisses de la tournée en ajoutant un concert supplémentaire. Ils appellent Carroll Anderson, gérant d'une salle de bal locale, et lui proposent un spectacle. Celui-ci accepte et programme un concert pour le soir même. Lorsque Buddy Holly arrive sur place, il décide qu'il ne peut plus supporter ces trajets en bus et décide d’affréter un avion pour le conduire, après le spectacle, à Fargo, dans le Dakota du Nord. Il est convenu que le reste de la troupe passe le prendre à Fargo avant de se diriger vers leur prochain arrêt, la ville de Moorhead, dans le Minnesota. Ceci doit lui permettre de s'épargner un trajet en bus et de se reposer un peu.

## Plan de vol et désignation des passagers

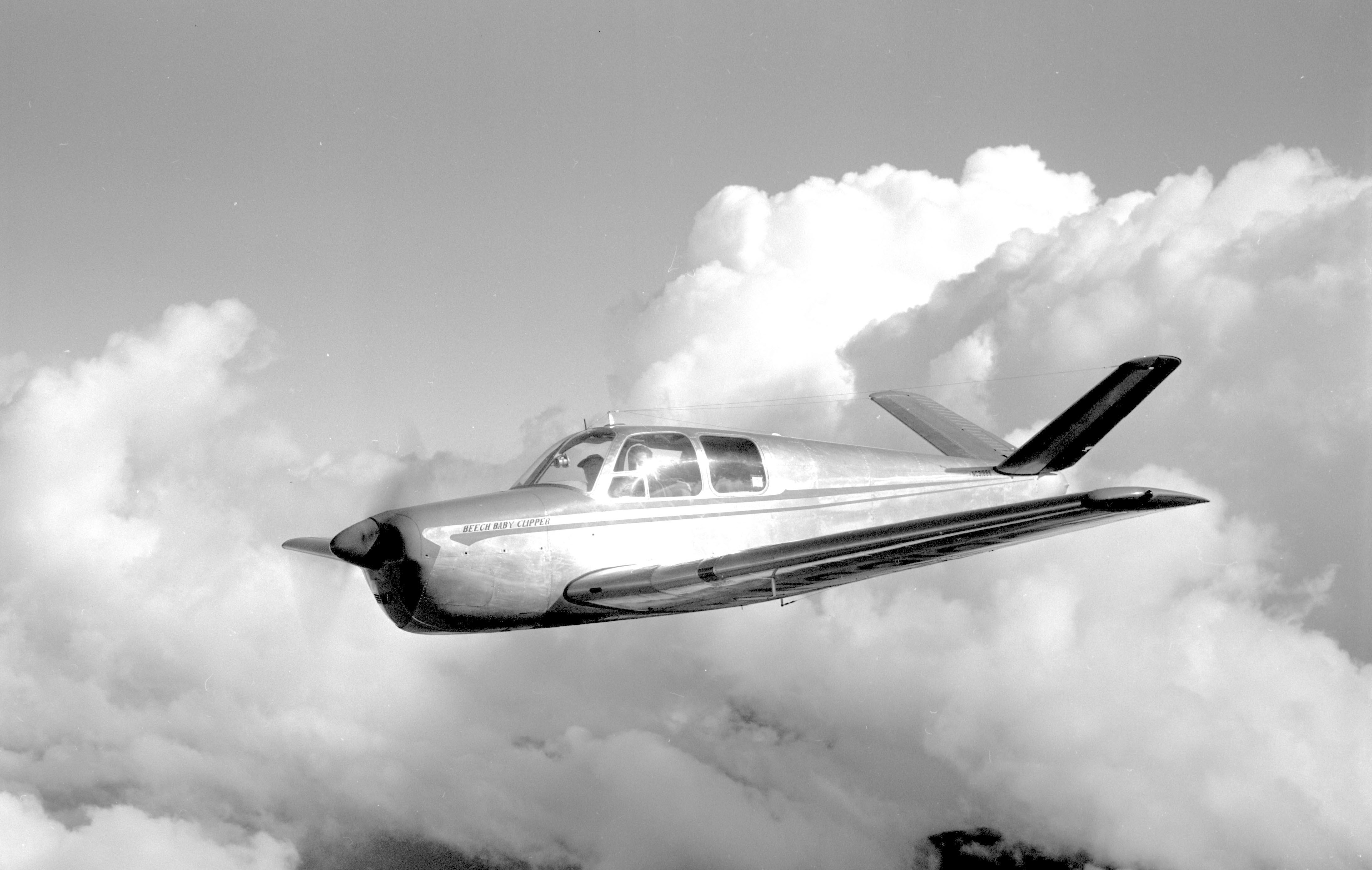
Un Bonanza comparable au N3794N, l'aéronef qui s'est écrasé.

Anderson, le gérant de la salle de bal, téléphone à Hubert Dwyer, qui dirige la compagnie Dwyer Flying Service à Mason City. Il lui demande d’affréter un avion pour l'aéroport international Hector à Fargo, l'aéroport le plus proche de Moorhead où doit avoir lieu le concert suivant. Le plan de vol est rédigé par Roger Peterson, un pilote local âgé de 21 ans. Le voyage doit avoir lieu dans un monomoteur de 1947 à l'empennage en V, un Beechcraft 35 Bonanza immatriculé « N3794N »,, prévu pour recevoir trois passagers et un pilote. La compagnie demande 36 dollars par passager.
Richardson, grippé, demande à Waylon Jennings de lui céder sa place dans l'avion. Buddy Holly, apprenant l'absence de Jennings dans l'avion, lance en plaisantant : « Eh bien, j'espère que vous allez tous vous geler dans votre vieux bus ! ». Jennings répond : « Eh bien, j'espère que vous allez tous vous écraser dans votre vieil avion ! ». Cette infortunée répartie le hantera ensuite toute sa vie.
Ritchie Valens, qui avait peur de l'avion quand il était plus jeune, demande à Tommy Allsup de lui céder sa place dans l'avion. D'un commun accord, ils décident de jouer la réponse à pile ou face. Bob Hale, un disc jockey qui travaille pour la radio KRIB-AM (en) et qui assiste au concert ce soir-là, est désigné pour lancer la pièce dans une pièce attenante à la salle de bal avant que les musiciens ne partent pour l'aéroport. C'est ainsi que Valens gagne son siège dans l'avion. Il aurait été proposé à Dion DiMucci de prendre cet avion, bien que la façon dont il aurait pu embarquer avec les autres ne soit pas bien établie ; mais DiMucci répond qu'un billet d'avion de 36 dollars (soit l'équivalent de près de trois cents dollars de 2016 en tenant compte de l'inflation) correspond au loyer mensuel que ses parents payaient pour l'appartement de son enfance et qu'il ne voulait pas se permettre un luxe pareil.

Vedettes victimes de la catastrophe
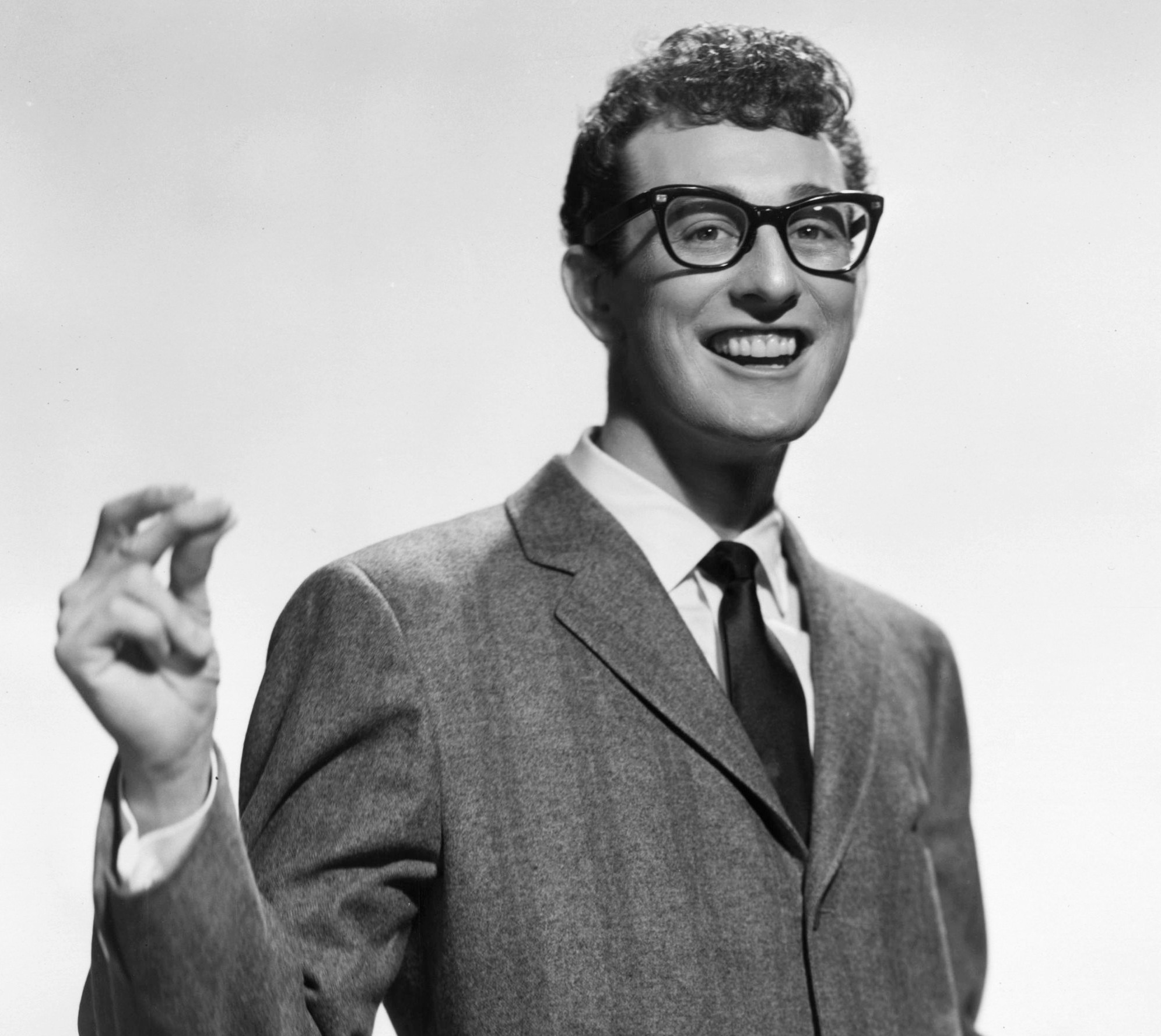
Buddy Holly
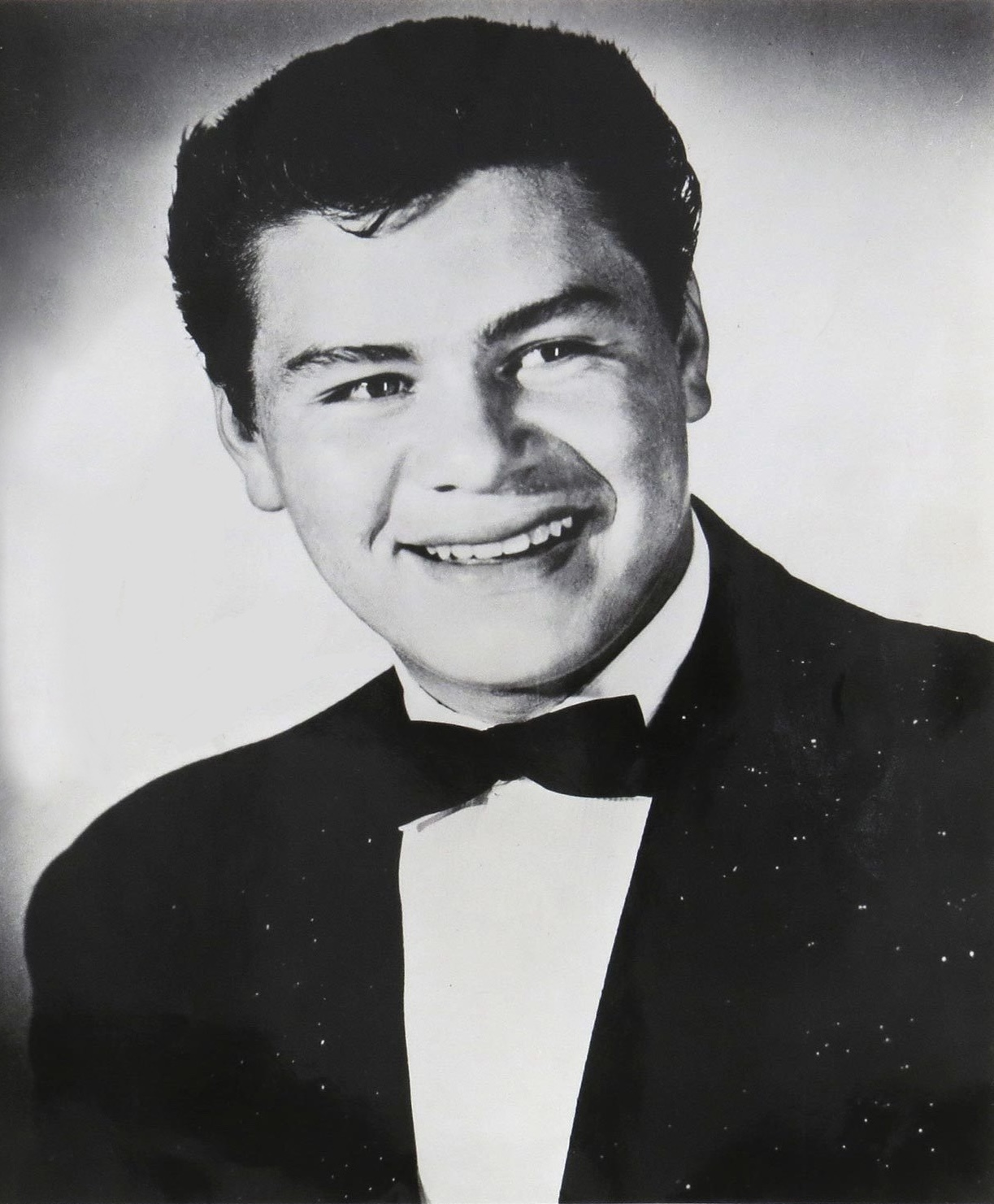
Ritchie Valens
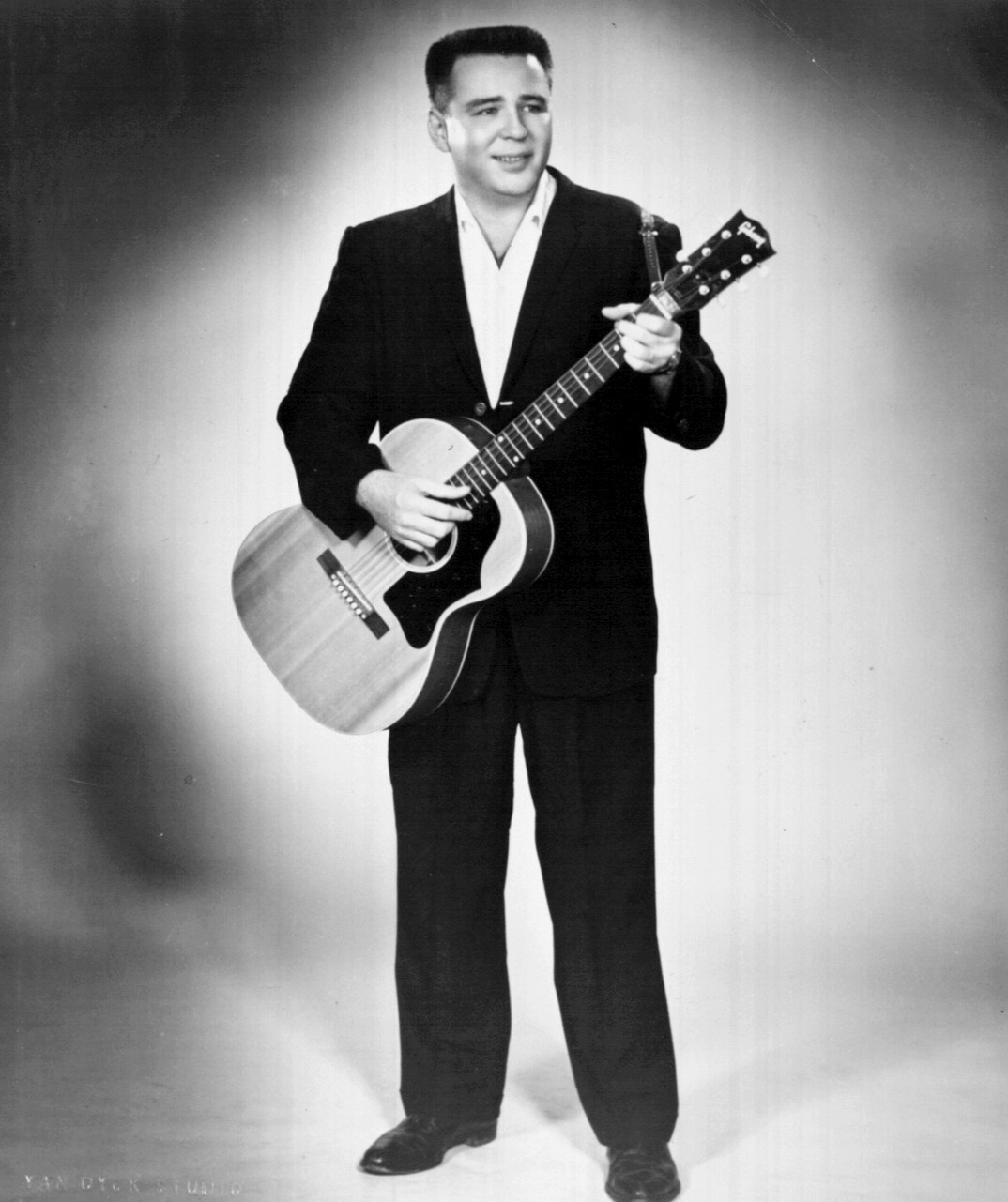
J. P. « The Big Bopper » Richardson

## Décollage et crash
Une fois le spectacle terminé, Anderson conduit Holly, Valens et Richardson à l'aéroport municipal de Mason City. Au moment du départ, une neige légère est présente, le plafond est à 3 000 pieds (910 m), avec un ciel obscurci, une visibilité de 6 miles (9 700 m) et des vents de 30 à 50 km/h. La détérioration des conditions le long de l'itinéraire est prévue mais le bulletin météo que reçoit Peterson, le pilote, ne le signale pas.

Géolocalisation de Mason City et Clear Lake, Iowa

Le mardi 3 février, à 0 h 55 (heure du Centre), l'avion décolle normalement de la piste 17 (aujourd'hui renumérotée 18). Dwyer, le propriétaire de la compagnie aérienne, observe le décollage de l'avion depuis une plateforme située à l'extérieur de la tour de contrôle. Il voit parfaitement la lumière de la queue de l'aéronef pendant le décollage. Ensuite, commence un virage à gauche avec cap au nord-ouest et une montée à 800 pieds. La lumière arrière descend ensuite progressivement, jusqu'à ce que Dwyer la perde de vue.
Autour de 1 h, Peterson n'entre pas en contact radio comme prévu. L'opérateur radio, sous l’insistance de Dwyer, tente à plusieurs reprises d'établir la communication mais aucune tentative ne réussit. Plus tard dans la matinée, Dwyer, toujours sans réponse de Peterson, décide de prendre un avion pour retracer le circuit prévu. Après quelques minutes, à environ 9 h 35, il repère l'épave à moins de 10 km au nord-ouest de l'aéroport. Le bureau du shérif, alerté par Dwyer, envoie l'adjoint du shérif Bill McGill sur le lieu du crash qui se situe dans un champ de maïs appartenant à Albert Juhl.
Le Bonanza a heurté le sol à grande vitesse, peut-être aux alentours de 270 km/h, et s'est enfoncé profondément à droite, le nez de l'appareil dans le sol. Le bout de l'aile droite a dû toucher la terre en premier, tandis que la carlingue a été projetée à travers le champ gelé à 150 m de là, avant de finir sa course contre une clôture de fil de fer à la limite de la propriété de Juhl.
Les corps de Holly et Valens ont été éjectés du fuselage éventré et reposent près de l'épave. Le corps de Richardson a été projeté par-dessus la clôture, dans le champ de maïs du voisin de Juhl, Oscar Moffett. Le corps du pilote est resté coincé dans l'épave de l'avion. Comme le restant de la troupe est alors sur la route pour le Minnesota, c'est Carroll Anderson, le gérant de la salle de bal qui a conduit les passagers à l'aéroport et assisté au décollage, qui identifie les corps des victimes. Ralph Smiley, coroner du comté déclare que les quatre victimes sont mortes instantanément. Le décès des trois artistes est imputé à « des traumatismes crâniens majeurs » et celui du pilote à des « lésions cérébrales »,,.

## Réactions immédiates
La mère de Buddy Holly apprend la nouvelle par la radio, chez elle à Lubbock au Texas. Elle pousse un cri puis s’évanouit.
De son côté, la femme de Holly, María Elena apprend la mort de son mari par les informations télévisées. Après seulement 6 mois de mariage, elle se retrouve veuve et enceinte. Peu de temps après, elle subit une fausse couche. María Elena Holly ne se rend pas aux funérailles et n'ira jamais voir sa tombe. Elle dit plus tard dans un entretien :« D'une certaine manière, je m'en veux. Je n'allais pas bien quand il est parti. J'étais enceinte de 2 semaines, et je voulais que Buddy reste avec moi, mais il avait programmé cette tournée. C'est la seule fois où on n'était pas ensemble. Et je m'en veux parce que je sais que si je l'avais accompagné, Buddy n'aurait jamais pris cet avion ».
Considérant les conditions dans lesquelles les proches de Buddy Holly apprennent son décès, il est décidé que les autorités ne dévoileront plus le nom des victimes à la presse avant d'avoir directement informé les familles.
La tournée « Winter Dance Party » ne s'arrête pas. Waylon Jennings et Tommy Allsup enchaînent les spectacles pendant les deux semaines qui suivent, Jennings prenant la place d'Holly comme chanteur principal. Il n'y a pas de funérailles collectives : Holly et Richardson sont enterrés au Texas, Valens en Californie et Peterson en Iowa.

## Enquête officielle
L'enquête officielle est conduite par le Bureau de l'aviation civile, prédécesseur du Conseil national de la sécurité des transports.

### Conditions météorologiques

Résumé des conditions de visibilité et distance minimale aux nuages dans le vol à vue en France.

La température est négative cette nuit-là (−10 °C au sol), avec un fort vent du sud précédant l'arrivée d'un nouveau front froid. Quelques heures avant le décollage, la base des nuages est relativement élevée (de l'ordre de 2 000 mètres) et la visibilité est bonne. Les conditions VMC (vol à vue) sont alors réunies.
Peu avant minuit, le temps se dégrade progressivement : un nimbostratus se forme entre 1000 et 4 000 m d'altitude (entre 3000 et 12 000 pieds) et des averses de neige réduisent la visibilité. Les prévisions indiquent donc des conditions de vol IMC, c'est-à-dire « aux instruments », mais cette dégradation météorologique n'est pas portée à la connaissance du pilote. Par ailleurs, des bourrasques de 85 km/h sont observées au sol.

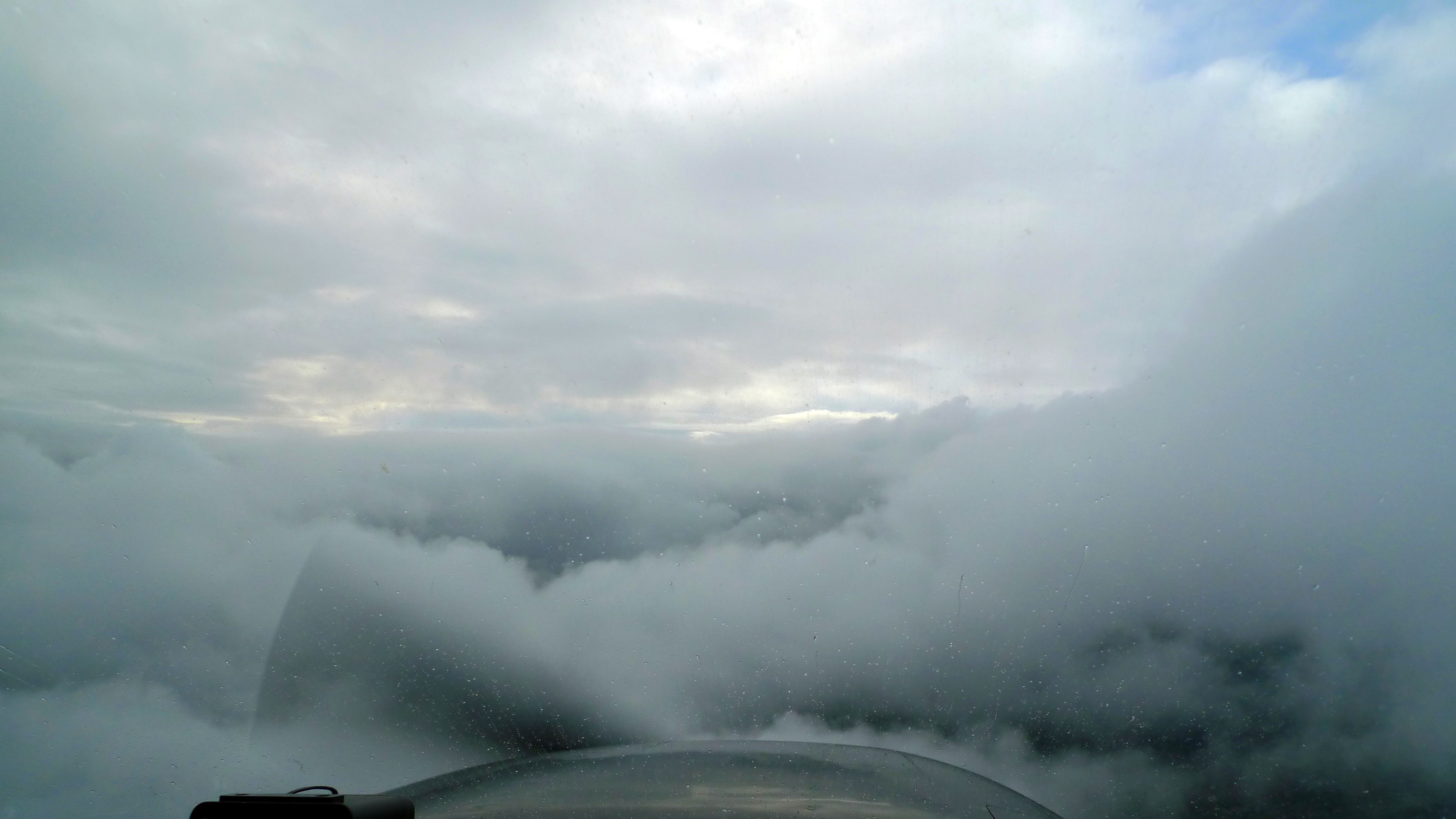
Exemple de conditions dans lesquelles le vol à vue est impossible.

Lorsque l'appareil décolle à 0 h 55, la visibilité à l'horizon est faible et les nuages bas cachent les étoiles. La zone dans laquelle il évolue est faiblement peuplée, et ne contient donc presque aucun repère lumineux. Le pilote se trouve rapidement dans le noir le plus complet, coincé entre le sol, noir, et la base du nimbostratus, noire elle aussi.

### Le pilote
Roger Peterson, le pilote, n'est pas qualifié pour voler aux instruments. Il avait réussi l'examen écrit mais, ayant échoué à un test neuf mois avant l'accident, il n'a jamais été déclaré apte au vol aux instruments. Ce pilote, tout comme la compagnie Dwyer Flying Service, n'était autorisé qu'au vol à vue ; c'est-à-dire uniquement en conditions de bonne visibilité.
En outre, Peterson avait été formé sur des avions équipés d'un horizon artificiel conventionnel, alors que le N3794N était équipé d'un indicateur d'attitude Sperry F3. Cet instrument rudimentaire avait la particularité d'afficher l'information d'assiette longitudinale à l'envers : le sol, coloré en noir, figurait en haut ; le ciel, coloré en jaune, figurait en bas.

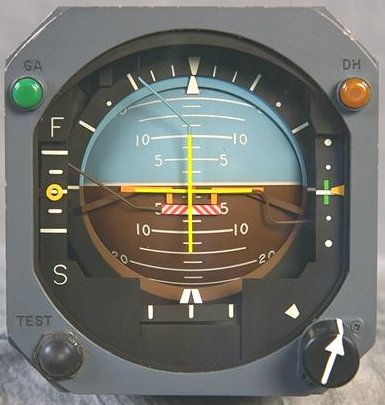
Horizon artificiel conventionnel. Haut : ciel Bas : sol.
Indicateur d'attitude Sperry F3. Haut : sol Bas : ciel.

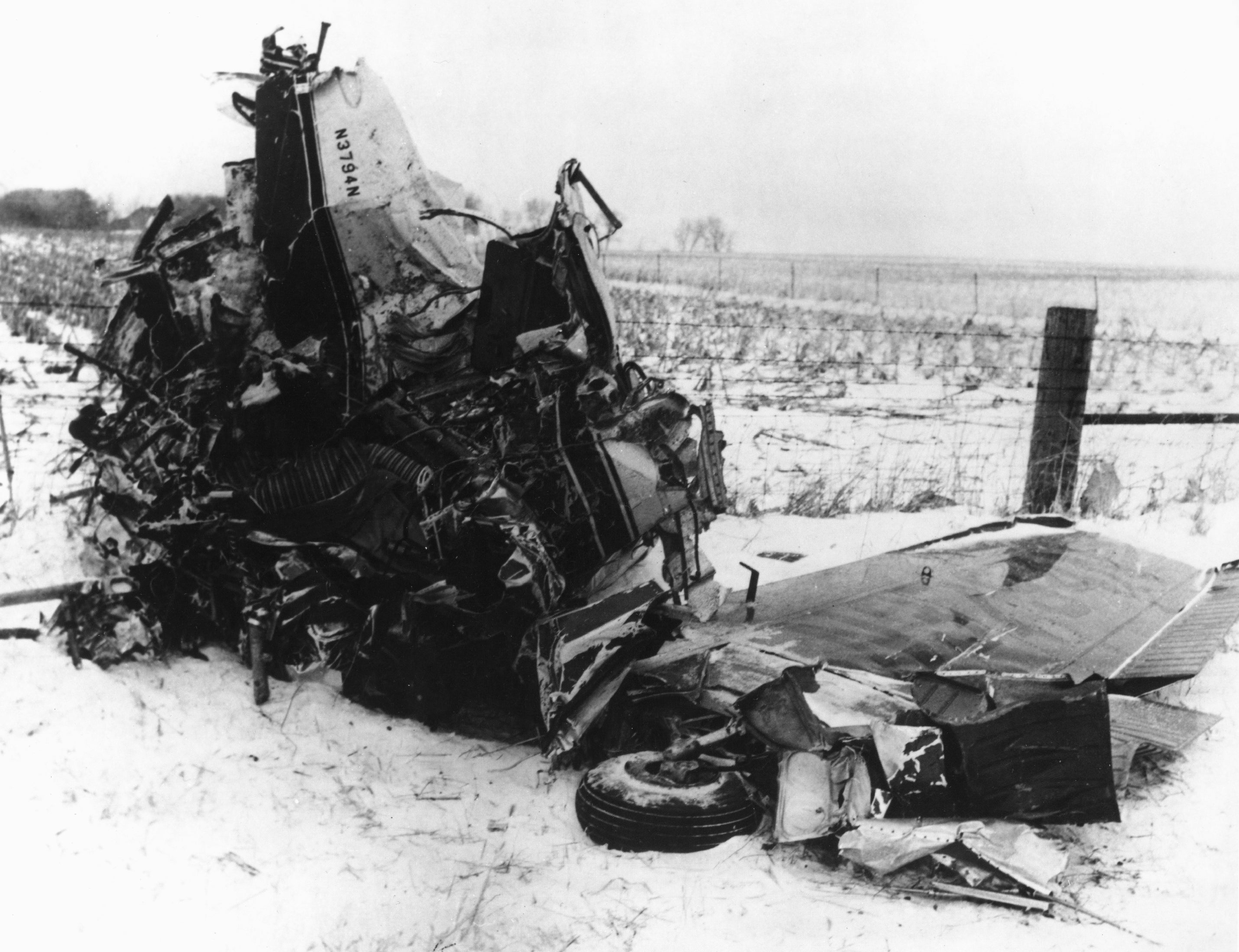
L'épave du N3794N, au 3 février 1959, jour de l'accident.

D'après les conclusions de l'enquête, l'accident a trois causes distinctes.
La première réside dans la « décision imprudente du pilote de s'engager dans un vol » pour lequel il faut utiliser des instruments dont il ne sait pas se servir.
La deuxième est l'inexpérience du pilote à l'utilisation du modèle d'indicateur d'attitude installé à bord. Cet ancien modèle a pu faire croire au pilote qu'il montait alors qu'il descendait, le plaçant ainsi en situation de désorientation spatiale.
La troisième et dernière cause de l'accident est la « sérieuse insuffisance » du rapport météo communiqué au pilote, qui « ne fait pas mention des conditions de vol défavorables qui auraient dû être mises en évidence »,,.

## Enquêtes ultérieures

### Nouvelle autopsie de J.P. Richardson
Le 6 mars 2007, le corps de J.P. Richardson est exhumé pour être déplacé dans un endroit mieux adapté du cimetière local de Beaumont, dans le Texas. Son fils Jay Perry saisit cette occasion pour commander une nouvelle autopsie à un anthropologue judiciaire, William Bass. Ce second examen a pour objectif de vérifier certaines rumeurs, car plusieurs théories se répandent après l'accident.
La première théorie évoque la possibilité d'un tir accidentel d'arme à feu à bord de l'avion. Cette idée naît deux mois après les événements, un fermier ayant trouvé sur les lieux du crash un pistolet de calibre .22 qui appartenait à Buddy Holly.
La deuxième suggère que Richardson aurait survécu à l'impact, et aurait rampé en dehors de l'avion pour chercher de l'aide. Le corps du musicien est effectivement retrouvé plus loin de l'épave que les trois autres.
Le docteur Bass et son équipe réalisent donc plusieurs radiographies du corps de Richardson. Ils en concluent que le musicien, dont presque tous les os sont brisés, est bien mort instantanément ; ils ne trouvent pas non plus la moindre trace de plomb qui aurait pu signaler la présence d'une balle d'arme à feu. Le rapport initial du coroner Smiley est donc confirmé.

### Refus de relancer l'enquête
Le 3 mars 2015, il est annoncé que le NTSB (l'organisme qui succède au Civil Aeronautics Board) est saisi d'une demande de réouverture de l'enquête concernant l'accident.
La nouvelle enquête est demandée par L. J. Coon, un pilote retraité en Nouvelle-Angleterre, qui pense que la conclusion de l'enquête de 1959 est incorrecte. Coon suspecte une défaillance du palonnier droit et demande aussi un réexamen des quantités de carburant. Il suspecte également que le centrage de l'aéronef était incorrect. Coon estime par ailleurs que Peterson a peut-être tenté de poser l'avion dans un champ et il aimerait que la tentative du pilote de sauver l'aéronef soit reconnue.
Coon contacte le département des affaires classées du NTSB à la suite de son enquête privée car il pense que les conclusions auxquelles le bureau est parvenu jusqu'alors sont injustes envers la mémoire de Roger Peterson.
Habituellement, le NTSB répond définitivement aux demandes de réouverture d'enquête dans un délai maximal d'un an mais en l'occurrence le conseil émet très vite une réponse négative : moins de deux mois après la demande initiale, le 21 avril 2015, le NTSB déclare qu'il refuse de relancer l'enquête.

## Hommages

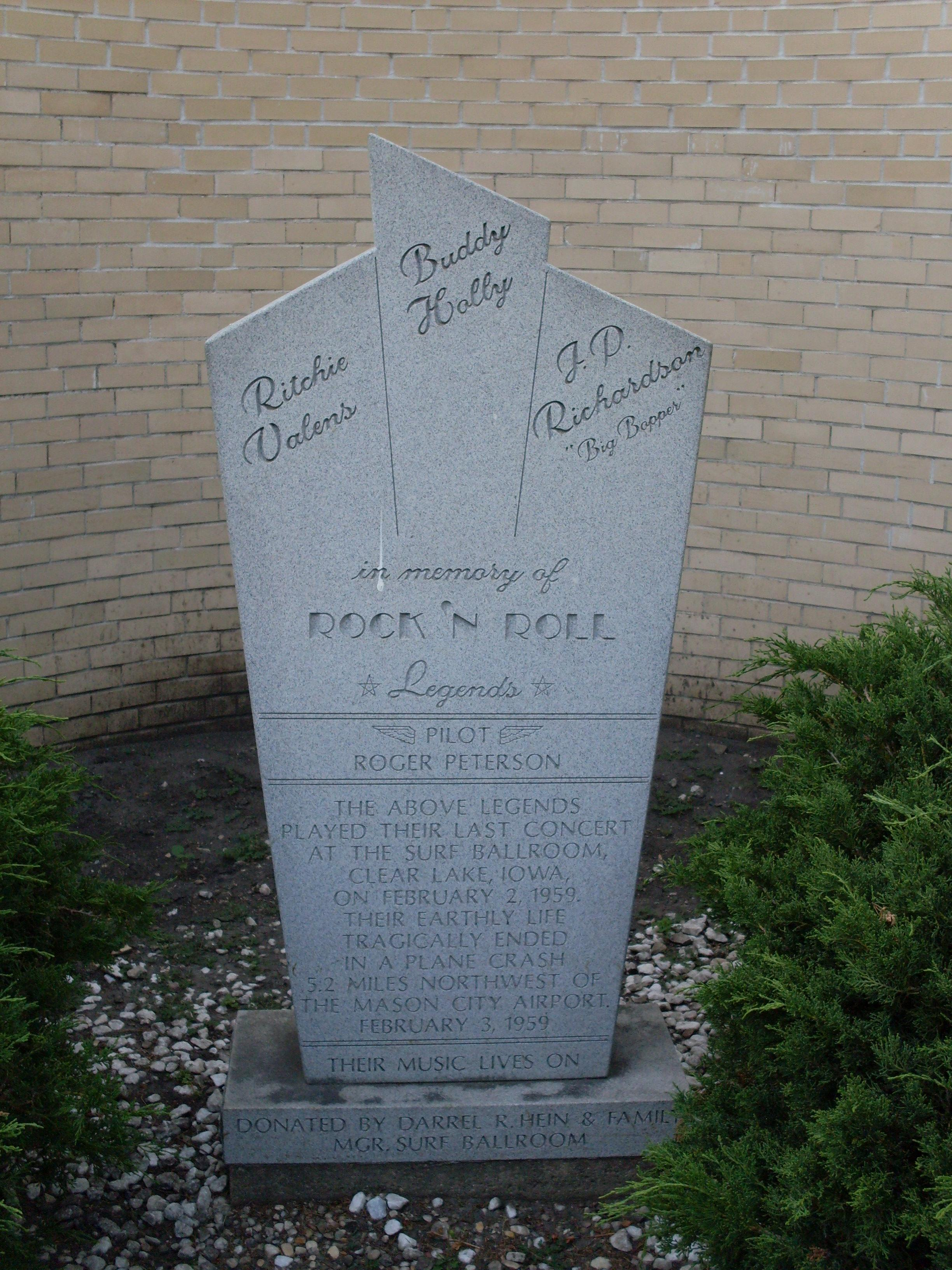
Mémorial devant la Surf Ballroom de Clear Lake.

### En musique
Depuis 1979, chaque année, un concert hommage est organisé à la Surf Ballroom de Clear Lake où a eu lieu l'ultime concert du groupe. Le 2 février 2009, pour le 50e anniversaire du concert, une soirée spéciale est organisée réunissant : Delbert McClinton, Joe Ely, Wanda Jackson, Los Lobos, Los Lonely Boys, Chris Montez, Bobby Vee, Graham Nash, Peter and Gordon, Tommy Allsup, Chuck Leavell qui joue au sein d'un groupe local, James « Hutch » Hutchinson, Bobby Keys et Kenny Aronoff. Sont aussi présents Jay P. Richardson, le fils du « Big Bopper », et Bob Hale qui était le maître de cérémonie du concert de 1959,.
Plusieurs chansons évoquent cet accident. La première, en 1959 est Three Stars de Tommy Dee, reprise la même année par Eddie Cochran. Ensuite, en 1971 vient la chanson de Don McLean American Pie qui donne à cet événement son surnom « The Day the Music Died » et qui symbolise pour son auteur « la perte de l'innocence » de la première génération du rock 'n' roll,. La chanson est reprise en français l'année suivante, en 1972, par Claude François sous le titre Feu de paille.
En 1978, Waylon Jennings et Shel Silverstein co-écrivent la chanson A Long Time Ago dans laquelle Jennings déclare :
« Don't ask me who I gave my seat to on that plane
 I think you already know. »
« Ne me demandez pas à qui j'ai donné mon siège dans l'avion.
Je pense que vous le savez déjà. »
En France, l'événement est aussi évoqué en 1964 par Ronnie Bird dans la chanson Adieu à un ami et en 1965, par Eddy Mitchell dans la chanson J'avais deux amis.

### Au cinéma
L'accident est mentionné dans les biopics des artistes morts ce jour-là :
- Buddy Holly : The Buddy Holly Story (1978)[49] ;
- Ritchie Valens : La Bamba (1987)[49].

### Lieux de mémoire

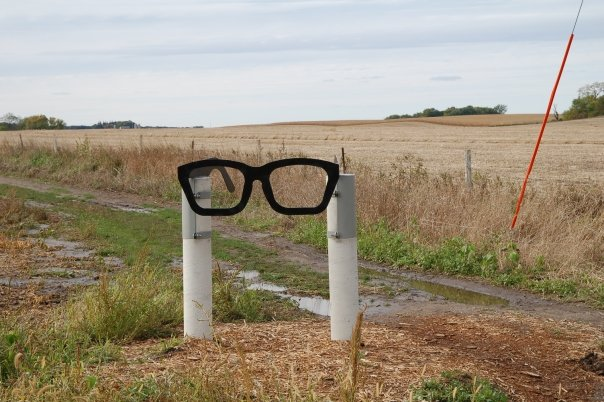
Une sculpture en hommage à Buddy Holly, située près du lieu de l'accident.

La route qui mène de la salle de bal à l'aéroport, et qui passe à l'ouest du site de l'accident, est maintenant dénommée « Buddy Holly Place ».
Près du lieu d'accès au site de l'accident se trouve une sculpture érigée par Michael Connor de Clear Lake représentant des lunettes semblables à celles que portait Buddy Holly.
En 1988, Ken Paquette, un habitant du Wisconsin fan des années 1950, fait ériger un monument en acier inoxydable qui représente une guitare et un ensemble de trois vinyles portant les noms des trois interprètes ayant péri dans l'accident. Le monument est situé dans une ferme privée à 8 km au nord de Clear Lake. Le 17 juillet 2003, Paquette inaugure une seconde sculpture équivalente. Elle est installée à l'extérieur de la salle de bal Riverside à Green Bay dans le Wisconsin : c'est là que Holly, Big Bopper et Valens jouent leur avant-dernier spectacle, le soir du 1er février 1959. En février 2009, le troisième mémorial de Ken Paquette est érigé, cette fois en l'honneur du pilote Roger Peterson.